# Brjuchoveckaja
Brjuchoveckaja (in russo Брюховецкая?) è un centro abitato (stanica) della Russia, situato nel Territorio di Krasnodar. È il centro amministrativo del distretto Brjuchoveckij.
Il villaggio si trova nella zona della steppa, alla confluenza del fiume Bejsužëk Levyj nel Bejsug, 22 km a nord della città di Timašëvsk. Sulla riva opposta del Bejsug si trova il villaggio di Perejaslovskaja.